# Kristina Cepraga
Kristina Cepraga Goodwin (Bucarest, 11 febbraio 1980) è un'attrice cinematografica rumena naturalizzata italiana. È stata talvolta accreditata come Cristina Cepraga e Kitty Cepraga.

## Biografia
Ha fatto parte del cast del film del 2011 Gianni e le donne, scritto, diretto ed interpretato da Gianni Di Gregorio, nel quale ha interpretato il ruolo di Kristina, giovane prosperosa venuta dall'est europeo, governante della madre del protagonista.

## Filmografia
- Maelstrom - Il figlio dell'altrove (2001)
- Traces of a Dragon: Jackie Chan & His Lost Family (2003)
- Milionari de weekend (2004)
- Dragoste pierduta (2005)
- Carabinieri episodio La governante (2006)
- Bad Brains (2006)
- Don Matteo episodio La stanza di un angelo (2008)
- Gli amici del bar Margherita (2009)
- Intelligence - Servizi & segreti episodio Il complotto di Bucarest (2009)
- Medicina generale episodio Le regole del gioco (2009)
- Butta la luna 2 (2009)
- Ces amours-là (2010)
- Mostenirea (2010)
- Gianni e le donne (2011)
- Gun of the Black Sun (2011)
- Car Horn (2010)
- Ultima foglia (2012)
- I delitti del Barlume (2017) RohanJohnson
- Ruxx (2021) Iulia Rugina
- Nome di Donna (2019)Marco Tullio Giordana
- Vita da Carlo (di Carlo Vedone) 2022
- Pup-o ma 3 (2022)